# St. Nikolaus (Dankerath)

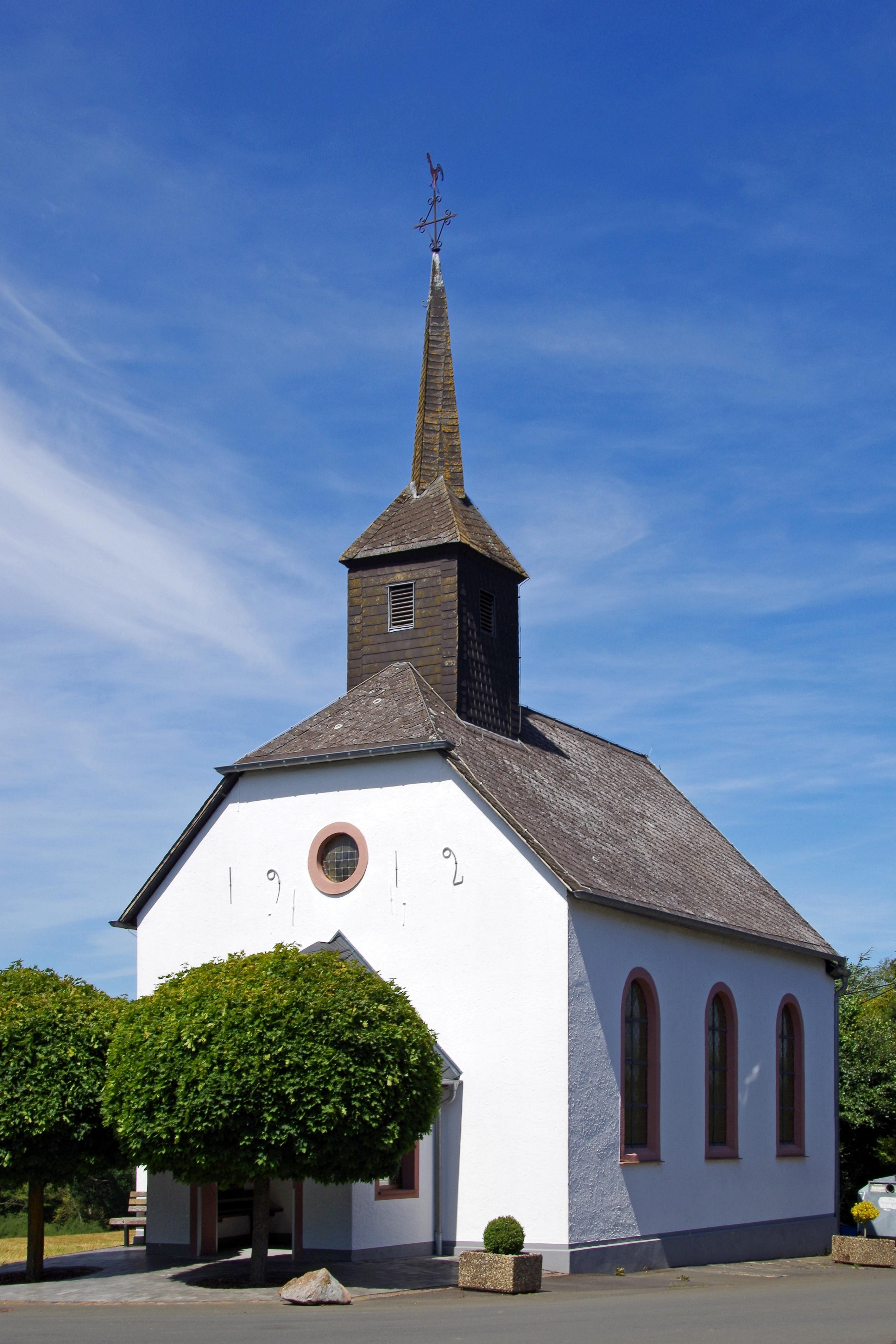
Kirche St. Nikolaus in Dankerath

Die katholische Filialkirche St. Nikolaus in Dankerath, einer Ortsgemeinde im Landkreis Ahrweiler in Rheinland-Pfalz, wurde 1912 errichtet. Die Kirche an der Hauptstraße/Ecke Postweg ist ein geschütztes Kulturdenkmal.

## Geschichte
Bereits vor 1683 hat es ihn Dankerath eine Kapelle gegeben, die ebenfalls dem heiligen Nikolaus geweiht war. Da sie baufällig geworden war, errichtete man 1912 die Filialkirche St. Nikolaus, die am 9. Dezember 1913 geweiht wurde. 

## Beschreibung
Die Kirche besitzt an den Traufseiten je drei Rundbogenfenster, die 1989 einfache Bleiglasfenster erhielten. Ein dreiseitiger Chor schließt die Kirche im Osten ab. Auf dem Satteldach mit Krüppelwalm sitzt ein rechteckiger Dachreiter mit Haube, die von einem Kreuz auf der Spitze bekrönt wird.

## Ausstattung
Der Altar aus dem 20. Jahrhundert, von einem Schreinermeister aus Kerpen geschaffen, besitzt sieben Statuen. In der Mitte Jesus, flankiert vom heiligen Nikolaus, der Gottesmutter Maria, dem heiligen Josef, dem heiligen Franz von Assisi, der heiligen Therese von Lisieux und der heiligen Elisabeth von Thüringen.